# Cajuzinho
Cajuzinho é um doce brasileiro feito de amendoim, comum em festas de aniversário. O docinho, depois de pronto, é normalmente moldado na forma de um caju, imitando a fruta com uma castanha no topo, o que justifica seu nome.
Originalmente, o cajuzinho era feito com polpa de caju nas regiões Norte e Nordeste. Com a emigração nordestina, o doce chegou ao Sul e Sudeste. A partir daí sua composição foi alterada – a polpa de caju deu lugar ao amendoim sendo mantido apenas o tradicional formato.
No Sul,  Centro-Oeste,  e no Sudeste do Brasil, o doce é preparado com uma massa de amendoim torrado e moído, sem pele, mais leite condensado e margarina. Depois, é enrolado e moldado na forma de um caju em miniatura, muitas vezes com uma castanha na base para simular a fruta, e finalmente envolvido em açúcar (cristal ou refinado).
Em estados do Norte e Nordeste, porém, a massa é feita com polpa do próprio caju, adquirindo um gosto completamente distinto. Há algum tempo que o doce como é preparado nas regiões Sul e Sudeste do Brasil se popularizou também nos estados da região Nordeste, mas no lugar da castanha, se prefere usar um amendoim torrado.
Já no Distrito Federal o doce é preparado com amendoim torrado e moído  sem pele, mais leite condensado e chocolate em pó dando a ele uma cor bem mais escura e um sabor marcante dando o mesmo formato dos outros com o amendoim no topo.
É usualmente servido em forminhas corrugadas de papel.